# الداد و مداد
الداد و مداد دو پیامبر اسراییل هستند که در کتاب اعداد از آنها نام برده شده است. در داستان ذکر شده است که الداد و مداد در چادر اسراییلیان ماندند زمانی که ۷۰ نفر از قوم اسراییل به سمت میشکان در بیرون کمپ اسراییل برای به دست آوردن هدیه پیامبری رفتند. در داستان یوشع بن نون، از موسی درخواست میکند که الداد و مداد را از پیامبری منع کند ولیکن موسی میگوید که اینکه بقیه قوم اسراییل نیز بتوانند پیامبری کنند خوب است. در نوشته های ربانی ذکر شده است که الداد و مداد در مورد جنگ گاگ و مگاگ (یاجوج و ماجوج) صحبت کرده اند و پادشاه مگاگ غیریهودیان را برای جنگ با یهود آماده خواهد کرد تا زمانی که آتشی از جانب خداوند آنان را نابود میکند.